# 輸入感染症
輸入感染症（ゆにゅうかんせんしょう）とは、日本国内に常在せず（既に撲滅されたと考えられる場合を含む）、日本国外からウイルス、細菌、原虫、菌類などの病原体が持ち込まれて、帰国後に発症する感染症の総称である。海外旅行から日本国内に帰国した後に発症するケースが多いことから、旅行者感染症（りょこうしゃかんせんしょう）とも呼ばれる。
また、旅行者だけでなく、日本国内に輸入された動物や食品に、病原体が付着していたために発生した感染症も、輸入感染症として扱う。

## 主な輸入感染症
現在、日本において狭義の輸入感染症と言われることが多い感染症には、以下のものが挙げられる。
- 飲食物から経口感染するもの：コレラ[注釈 1]、NAGビブリオ感染症、腸炎ビブリオ感染症[注釈 2]、細菌性赤痢[注釈 1]、クリプトスポリジウム症、ジアルジア症などの旅行者下痢、腸チフス[注釈 1]、パラチフス[注釈 1]、A型肝炎、E型肝炎など
- 蚊が媒介するもの：マラリア[注釈 3]、デング熱[注釈 3][注釈 4]、ジカ熱[注釈 3]、ウエストナイル熱[注釈 5]、日本脳炎、チクングニア熱、リフトバレー熱など
- 哺乳動物から感染するもの：狂犬病[注釈 6]、ラッサ熱[注釈 7][注釈 8]、レプトスピラ症[注釈 9]など
- その他：麻疹[注釈 10]、風疹、新型インフルエンザ[注釈 3]

輸入先としては、細菌性赤痢や腸チフスはインドやスリランカの南アジア、コレラやデング熱はフィリピン、タイ、インドネシアなどの東南アジア諸国、マラリアはアフリカ諸国が多い。

### 広義の輸入感染症
結核や風疹、ノロウイルス感染症、サルモネラ感染症、カンピロバクター感染症、C型肝炎、各種性感染症（エイズ、B型肝炎、梅毒、アメーバ赤痢など）、エキノコックス症などは日本国内でも多くの感染者が報告されているが、世界からの帰国者が日本に持ち込む例も多いため、広義ではこれらも輸入感染症とする場合がある。

### 今後、輸入が懸念される感染症
今後、日本国内への輸入が懸念される感染症として、以下のものが挙げられる。
中東呼吸器症候群 (MERS)
新型コロナウイルスであるMERSコロナウイルスによる感染症で、感染力と致死率が高い。サウジアラビアなどの中東地域で流行している他、2015年には韓国で多数の死者が出た。
2002年には、MERSコロナウイルスに類似したSARSコロナウイルスによる重症急性呼吸器症候群 (SARS) が中華人民共和国で発生し世界中に拡大、東南アジアとカナダで多数の死者を出した。
2019年より、SARSコロナウイルス2によるCOVID-19が発見されている。このウイルスは中華人民共和国湖北省武漢市における新型肺炎の流行の原因ウイルスである。その後、ヨーロッパやアメリカ合衆国を含めた世界中にパンデミックが拡大し、日本でも多数の感染者を出している。2020年2月より、日本の感染症法において、この新型コロナウイルスによる感染症は第二類感染症（MERSやSARSと同じカテゴリ）相当の指定感染症として扱われた。
鳥インフルエンザ
ニワトリからヒトへの感染例が中国や東南アジアなどで報告されている。ウイルスがヒトからヒトへ伝染するタイプに変異した場合、日本に侵入する危険性がある。
急性灰白髄炎（ポリオ）
ポリオウイルスが引き起こす感染症。日本では1980年以降、野生種の発病がみられないが、ポリオワクチン接種率が低下すると再流行する。
黄熱
デング熱やジカ熱などと同じく、カが媒介するウイルス感染症。アフリカ諸国と南米大陸で流行している。アジアには常在しない。黄熱ワクチンで予防できるが、発症した場合は致死率が高い。
日本では戦後、輸入例を含め黄熱の発症例は報告されていない。2016年、中国でアジアで初めて黄熱の輸入症例が報告された。
ハンタウイルス感染症
齧歯目（ネズミ）が媒介するハンタウイルスによる感染症。ヒトからヒトへの伝染はないが、感染すると致死率が高い。
腎障害と肝障害を特徴とする腎症候性出血熱と、肺水腫を特徴とするハンタウイルス肺症候群の2疾患がある。腎症候性出血熱は東アジア（朝鮮半島、中国大陸）とヨーロッパ（東ヨーロッパ、北ヨーロッパ）で流行しており、肺症候群はアメリカ州で流行している。
日本でも1960年頃から約10年間にわたり大阪市北区梅田で流行し、死者も出ている。
エボラ出血熱
エボラウイルスを病原体とするウイルス感染症。ウイルス性出血熱のひとつで、感染力、致死率ともに非常に高い。2018年現在、日本国内では輸入例を含め発症例は報告されていない。万が一日本国内で感染者が発見された場合、特定感染症指定医療機関または第一種感染症指定医療機関への入院措置がとられる。
2014年から2015年にかけて、エボラ出血熱の流行地域から帰国した日本人や流行地域から来日した外国人がエボラ出血熱を疑われて精密検査を受けるケースが相次いだが、全員陰性だった。
エボラウイルスと同じフィロウイルス科のマールブルグウイルスが引き起こすマールブルグ病にも警戒が必要である。
南米出血熱
ラッサ熱を引き起こすウイルスに近縁なウイルス（アレナウイルス科）が引き起こす感染症。ウイルス性出血熱のひとつで、南アメリカで流行している。齧歯類が主な感染源だが、ヒトからヒトへの伝染もあり得る。
クリミア・コンゴ出血熱
ウイルス性出血熱のひとつで、中国西部、南アジア、中央アジア、中東、東ヨーロッパ、アフリカの広い範囲に分布している。ウシ科の大型哺乳類（ウシ、ヤギ、ヒツジなど）やダニなどが媒介するが、ヒトからヒトへの伝染もみられる。不顕性感染が多いが、発症した場合は致死率が高い。エボラなどの他の出血熱に比べても特に出血傾向が顕著である。
2005年頃より、クリミア・コンゴ出血熱を引き起こすウイルスと近縁なSFTSウイルスが引き起こす重症熱性血小板減少症候群 (SFTS) が日本でも散発的に流行しており、多数の死者が出ている。SFTSウイルスはクリミア・コンゴ出血熱ウイルスと同様にマダニが媒介し、ヒトからヒトへの伝染もあり得る。
天然痘
感染力、致死率ともに非常に高く、治癒しても瘢痕を残すことから、かつては世界中で恐れられていたウイルス感染症。日本でも江戸時代まではたびたび大流行し、多数の死者を出した。
ワクチン接種（種痘）が普及したため、20世紀以降は大きな流行はみられず、1956年以降、日本では発生がみられず、1980年以降は日本はおろか、世界でも発生は報告されていない。そのため、自然では唯一根絶された感染症である。しかし、天然痘ウイルス自体は米国とロシアの研究所に保管されており、万が一流出して生物兵器として悪用された場合、甚大な被害が出る危険性が想定されている。また、北朝鮮がウイルスを保有しているのではないかという可能性が指摘されている。
ペスト
かつて中世ヨーロッパで大流行し、大多数の死者を出し、「黒死病」と呼ばれ世界中で恐れられた細菌感染症。病原体はペスト菌で、感染した場合の致死率が非常に高いため、炭疽菌や天然痘ウイルスなどと同様に生物兵器としての悪用が懸念されている。日本では明治時代と大正時代に流行し、多数の死者を出した。1927年以降、日本国内での発症例の報告はない。
炭疽
炭疽菌によって引き起こされる細菌感染症。炭疽菌はヒトからヒトへ伝染することはないが、感染した場合の致死率が非常に高く（特に肺に感染した場合は90 %に達する）、また、芽胞を形成するという特性から生物兵器としての悪用が懸念されている。
日本を含む先進国での発生は非常に稀で、一例でも発生した場合はバイオテロの可能性がある。2001年には米国で炭疽菌によるテロ事件が発生し、5人が死亡している。また、日本でも未遂に終わったものの、オウム真理教が炭疽菌によるテロを計画したことがある（亀戸異臭事件）。
ジフテリア
ジフテリア菌によって引き起こされる細菌感染症。ワクチンの普及により戦後の日本では患者数が激減しているが、ワクチンの接種率が低下した場合、ポリオなどと同様に再び流行する危険性がある。
過去の事例として、旧ソビエト連邦地域では1990年代前半、社会情勢の不安定化によりワクチンが不足し、ジフテリアの大流行が発生し、多数の死者が出ている。現在の日本ではジフテリア患者を診察した経験のある医師が殆どおらず、適切な診断を早期に行うことが困難な状況が生じつつある。
腸管出血性大腸菌O104感染症
新種の腸管出血性大腸菌であるO104による感染症。O157などの他の菌株に比べて致死率が高く重症化しやすい上に、抗菌薬に対して強い薬剤耐性を持つため警戒されている。2011年にドイツを中心としてO104による大規模感染が発生し、多数の死者が出た。
なお、O157などの他の菌株による腸管出血性大腸菌感染症は輸入症例は稀であり、ほとんどが国内感染である。